# Чикасо (Алабама)
Чикасо (енгл. Chickasaw) град је у америчкој савезној држави Алабама. По попису становништва из 2010. у њему је живело 6.106 становника.

## Демографија
Према попису становништва из 2010. у граду је живело 6.106 становника, што је 258 (4,1%) становника мање него 2000. године.
| Група             | 2000.         | 2010.         |
| Белци             | 5.610 (88,2%) | 3.782 (61,9%) |
| Афроамериканци    | 517 (8,1%)    | 2.049 (33,6%) |
| Азијати           | 15 (0,2%)     | 33 (0,5%)     |
| Хиспаноамериканци | 73 (1,1%)     | 142 (2,3%)    |
| Укупно            | 6.364         | 6.106         |